# 菜園村事件

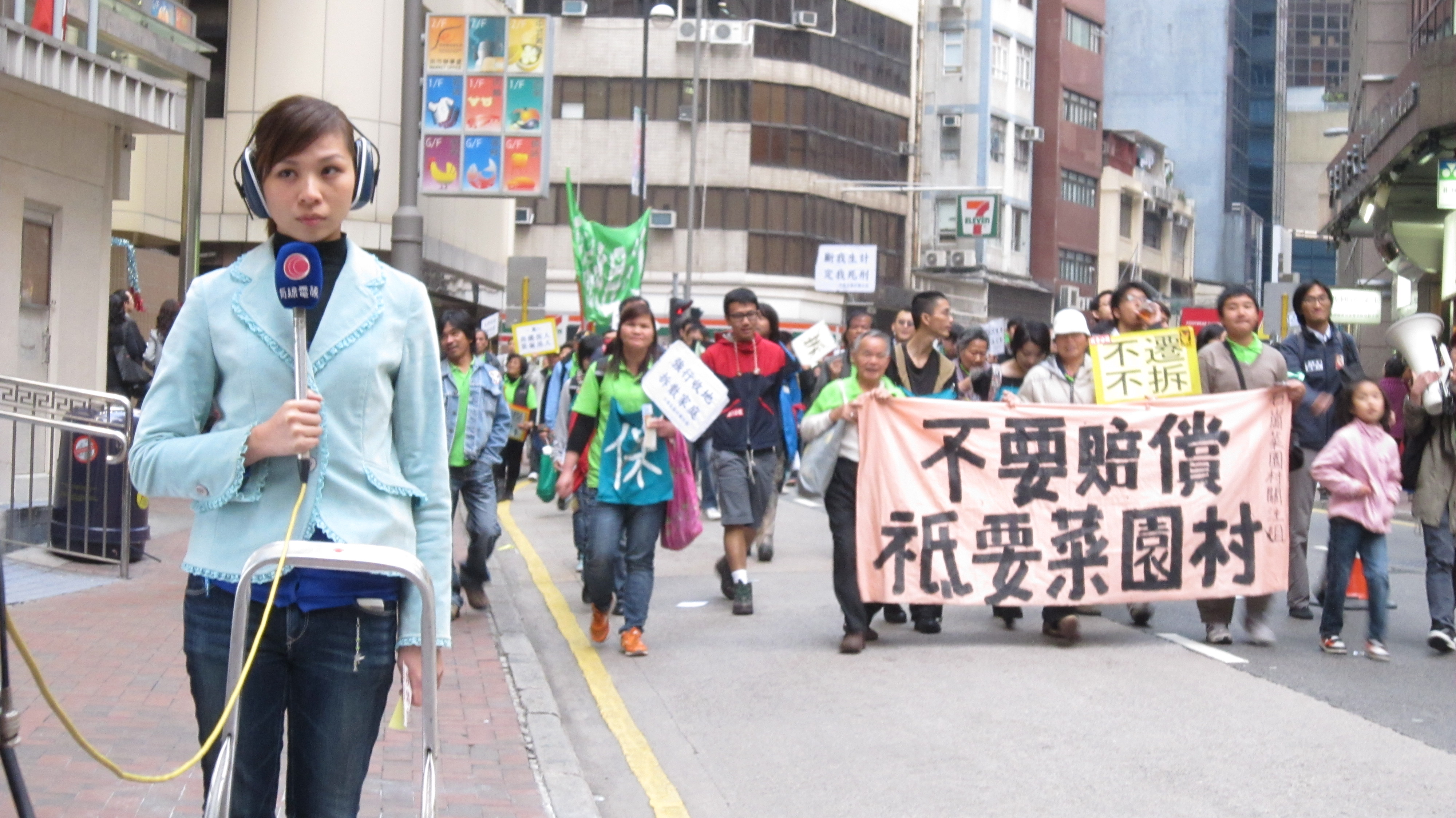
菜園村の立ち退きはメディアの注目を浴びた

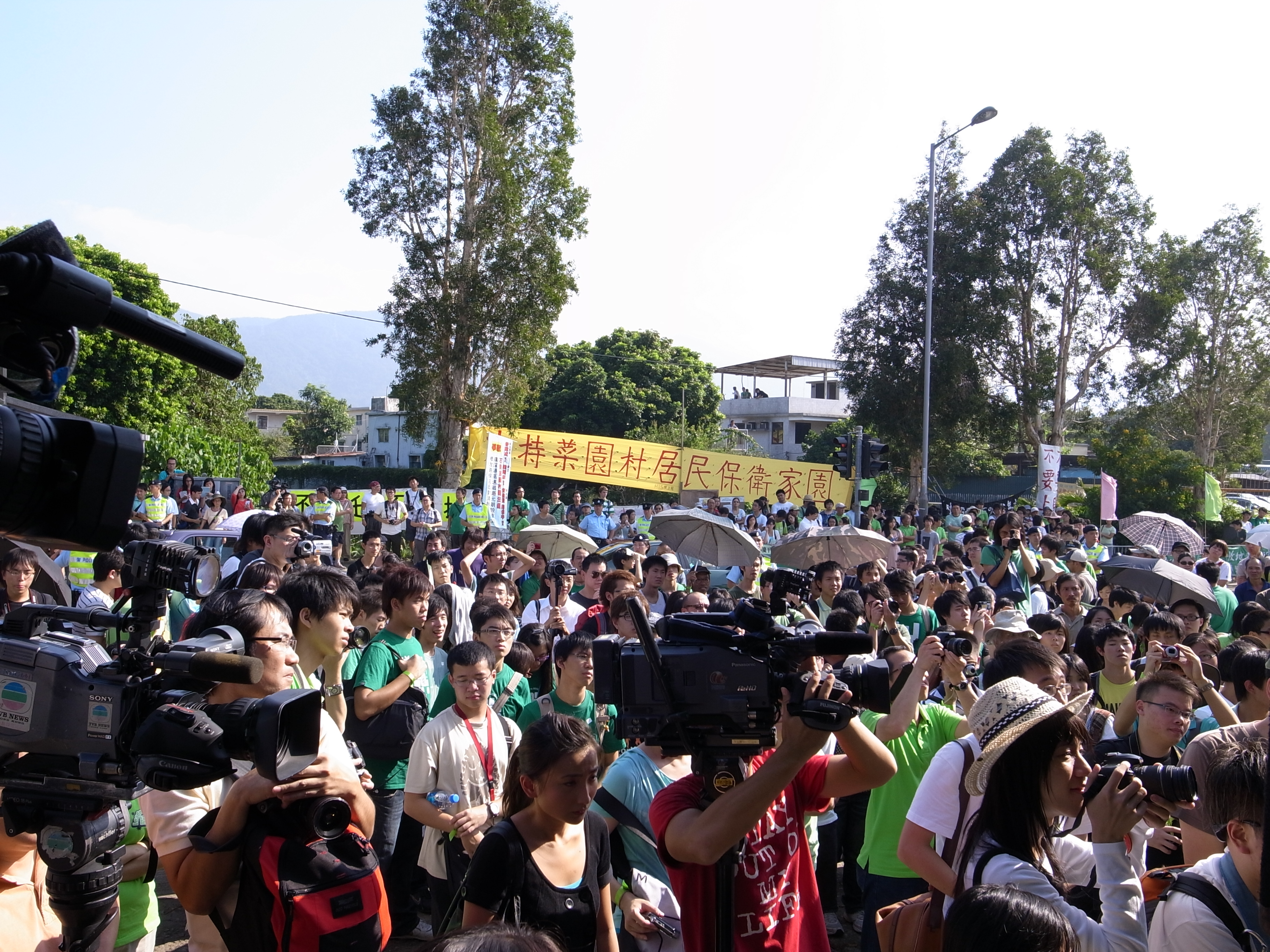
保衛菜園村集会（2009年10月）

菜園村事件（さいえんそんじけん）とは、2009年から2012年にかけて発生した、香港特別行政区・新界の石崗錦田公路沿いにある横台山の菜園村が、広深港高速鉄道の工事に伴って立ち退きを迫られたことに対する抗議運動である。
舞台となった菜園村（横台山菜園村、または石崗菜園村）は石崗飛行場から川を隔てた場所にある原居民集落で、高速鉄道建設計画では列車停車側線（地上区間）および緊急救援ステーションの所在地とされた。現地の村民は、政府が寮屋（違法建築物）撤去の方式を用いて村落の撤去を求めたことに対して反発し、紛争に発展した。
村民たちは過去40年以上にわたり、この地で養豚や野菜の栽培などの農業で生計を立ててきた。これが「菜園村」の名前の由来であるが、ほとんどの村民は元々の原居民ではない。香港政府と香港鉄路公司は広深港高速鉄道の建設のため、列車の停車側線や緊急救援ステーションを建設する予定で、村の立ち退きを進めることとなった。この問題は2008年11月以降、村民や香港の保護運動家たちの反発を招き、「抗争」が展開されることになった。長年住み続けた多くの村民は「新界の既存の生活様式」を守りたいと願い、設計段階で地元住民への配慮がなされなかったと非難し、立ち退きを拒んでいる。
村民たちは「立ち退かず、取り壊さず（不遷不拆）」を基本要求として、一連の抗議活動を展開した。具体的な活動には、特刊の印刷と配布、政府部門への抗議、「高高燢興唱低高鉄音楽会（高速鉄道に反対する音楽会）」の開催などがあり、これらを通じて彼らの要求を市民および政府に対して訴えようとした。2009年10月20日、香港政府は広深港高速鉄道（香港区間）の建設を正式に決定し、横台山の菜園村は2010年10月までに全面撤去されることになった。住民は2010年1月末までに政府の特別補償案を受け入れたが、補償金を受け取った後は1か月以内に退去しなければならなかった。村民は後に譲歩し、「立ち退かず、取り壊さず」という主張を取り下げ、政府に対して菜園村全体の代替地を探して移転させるよう求めた。政府の当初の反応は前向きであった。その後、特別補償金の登録期限は2010年2月28日まで延長され、すべての影響を受けた村民が期限内に登録を済ませた。しかし後になって、政府は村民の再定住に関する手配を顧みなくなった。それどころか、港鉄の要求に従って、予定通り2010年10月から土地収用を開始し、衝突事件が次々と発生することになった。

## 菜園新村（移転後の菜園村）
新菜園村の建設時には、多くの困難が存在した：

### 通行権
新村の移転先である元崗新村の村民は、500万香港ドルの通行権料（路権費）の支払い、あるいは30万香港ドルの通行料（路費）の支払いとあわせて、元崗新村の村民がそのうち1万2千平方フィートの土地を買い戻せるようにすることを求めた。これらの条件が満たされない場合、移転先への引っ越しを認めないとしていた。結果的に、劉皇発の友人が匿名で資金を提供してこの通行権を買い取り、政府に譲渡することで、争いの解決を図った。

## 衝突事件
2011年1月6日、建設業者が村内の出入口通路を囲いで仕切ろうとしたところ、村民と巡守隊（巡回警備隊）がこれを阻止した。2人の現場監督がもみ合いの中で転倒し、1人の女性巡守隊員は体重200ポンドの作業員に押し倒されて負傷した。1人の男性巡守隊員は、周囲に人がいるにもかかわらず溶接作業を続けた作業員により頭皮をやけどした。さらに、2人の女性村民が作業員に突き飛ばされて転倒し、擦り傷を負った。
2011年1月8日、建設業者が盲目の高齢女性の家の前の歩道に囲いを設置した。村民らはこれを阻止しようとし、現場を離れようとした日本人技師を引き留めて説明を求めた。その際、1人の女性村民が警察に押し倒されて腰を負傷し、その母親も後に体調を崩して病院に搬送された。
2011年1月18日、政府はおよそ500人の警察官と政府職員を動員して土地の収用を行ったが、村民や支持者の反発を招いた。彼らは、政府が「まず新村への再定住を確約し、その後に旧村から移転させる」という要求を無視したと批判した。警察は最終的に、数名の村民および反対する支援団体のメンバーを強制的に排除した。その際、1人の村民が警察官に押し倒され、竹の棒で太ももを擦りむくけがを負った。
2011年1月20日、村民と巡守隊は再び菜園村内にある建設業者事務所前で抗議活動を行い、政府と港鉄が説明を行うまで全面的に工事を停止するよう要求した。現場監督は、村民や巡守隊が極めて近い距離にいるにもかかわらず、繰り返し作業員に作業を開始させようとし、安全作業の原則に反する行為を行った。関注組（監視グループ）のメンバーである朱凱迪は、警備員に地面に投げ倒されたと主張し、その際、背後にいた50人以上の警察官が彼の負傷を目撃しながらも、何の対応も取らなかったと非難した。
1月21日、汎民主派の議員らは、港鉄による暴力的な土地収用を非難し、現場の警察官が傍観して介入しなかったことを批判した。そして、警務処長の曾偉雄に事件の説明を求める連名の書簡を送るとともに、運輸及房屋局局長の鄭汝樺に対して、村民の移転問題を解決してから村を取り壊すよう要求した。職工盟の李卓人はまた、警察が中連弁前での抗議活動では、シャンパンをかけられただけでも起訴に踏み切った一方で、朱氏が投げ倒されて負傷した件については誰も逮捕していないとして、警察の法執行における専門性に疑問を呈した。
2011年1月24日、警察は20台以上の警察車両と約250名の機動隊を動員して村に入った。港鉄は約200名の建設作業員と警備員を派遣し、菜園村の仮設事務所の外で囲いを溶接し始めた。数十名の村民と巡守隊は鉄骨の下に座り込み、作業員による囲いの溶接を阻止し、工事の中止と港鉄との対話を求めた。現場では約100名の機動隊員が人垣を築いて警戒にあたっていたが、この時点では両者の間に衝突は発生していなかった。
しかし午後2時頃、港鉄の高級統籌工程師（上級統括エンジニア）である李永孝が現場に到着し、村民との交渉が決裂すると、状況は急変した。警察はすぐに約80人の警官を新たに配置し、人垣を作って作業員による囲いの溶接作業を保護しつつ、徐々に前進していった。これにより、もともといた警官の人垣と合わせて「L」字型の封鎖線が形成され、70〜80名の村民がその内側に閉じ込められた。そのうちの1人である女性の巡守隊員が鉄骨にしがみついたが、すぐに警備員と警察官に引き離され、双方が緊迫した対峙状態となった。警察はさらに増員を行い、多くの村民が転倒して負傷し、警官の中にもバランスを崩して倒れる者が出た。混乱の中、記者が鉄棒で刺されそうになる危険な場面もあり、警察官はそれに気づかず、村民と勘違いして記者を何度も強く押しのけた。最終的に警察は村民を1人ずつ強制的に排除し、港鉄は囲いの設置に成功した。 
菜園村関注組メンバーの葉宝琳は、警察が事前の警告なしに突然封鎖線を狭め、村民を強引に引き離したとして、暴力の濫用を非難した。香港人権監察主席の荘耀洸は、これまでに何度も職員を現地に派遣して土地収用の状況を視察しており、毎回警察官の動員が非常に多く、村民を威嚇する意図があるように見受けられたと述べた。警察の報道担当者は、現場の警察官の人数について明言を避け、「昨日朝、菜園村の工事を妨害しているという通報を受け、現場に出動した。抗議者らは説得に応じず、激しい行動を取ったため、複数回の警告を経て51名を排除した。負傷者の報告はなかった」とだけコメントした。また、関注組副主席の盧明光は、実情を記録するために高所撮影用に「吊雞車（高所作業車）」をレンタルして使用していたが、港鉄の請負業者がレンタカー会社に「車両が作業場に無断進入した」として苦情を申し立て、即時撤収しなければ責任を追及すると警告してきたと述べ、港鉄が意図的に「赤色テロ」を行なっていると批判した。

### 「港鉄の柔道家が朱凱迪に暴力を行使」
菜園村関注組と港鉄作業員の間で衝突が発生した件について、朱凱迪は自身が負傷したと報告した。これに関連して、編集者の黄俊邦は「港鉄のプロレスラー、実は港鉄の柔道家」と題した記事を発表し、柔道コーチの黄柱光と元香港代表の李嬪を招いて短編映像を制作した。彼らは「現場の作業員がデモ参加者に対して柔道の技を使って対応していた」と批判し、実際に使用された柔道技の動作を解説しながら、朱凱迪が襲撃された経緯を明らかにした。

## 事件における村民の主な動き
香港独立媒体による整理に基づき、2011年2月以降の菜園村に関する事件を年表形式にまとめた：
- 2011年2月〜 生活館が八郷・黎屋村裏の農地に移ることとなる
- 2月9日　郷議局主席の劉皇発が、「善意の篤志家（善長仁翁）」が菜園新村の通行権を購入し、村民に譲渡したと発表
- 2月17日　運輸局、郷議局、菜園村関注組が3か月ぶりに会合し、移転のスケジュールを協議
- 2月22日　地政署が林富昌の農地、平安園の土地、張新有の工場を収用し、村道を封鎖。大曾太が逮捕され、数日後に工場主の張新有も逮捕
- 2月28日　港鉄作業員が村の入口に囲いを強行設置しようとしたが、巡守隊と村民により阻止される
- 3月1日　巡守隊員の黒傑と陳寧が器物損壊の疑いで逮捕。運輸及房屋局より「政府が提案する菜園村集団復耕村民の仮住居案（政府建議的菜園村集體復耕村民過渡住屋安排）」が届く
- 3月9日　菜園新村有限公司が同意書に署名し、港鉄による仮設住宅の建設を承認
- 3月下旬〜4月初頭　菜園村生態社区営造工作室（菜園村エコ・コミュニティづくりワークショップ）が政府・港鉄と仮設住宅の工事内容について集中的に協議、4月上旬に工事着工
- 4月上旬〜　菜園新村の村民が作業チームを立ち上げ、将来の組織モデルと運営を検討。村民代表2名が「パーマカルチャー設計資格コース（永續栽培設計證書課程）」に参加登録
- 4月11日　菜園新村プロジェクトが入札公告を発出
- 4月24日　菜園村お別れ会
- 4月27日　大曾太が初公判に出廷。暴行と器物損壊で起訴
- 4月末〜5月初旬　菜園新村の村民が順次仮設住宅へ移住し、隣接地で菜園を開始
- 5月中旬　村民が生ゴミの共同回収を開始。ごみ削減と将来の農業計画に向けた肥料作りを目的とする
- 5月中旬以降　菜園新村周辺で賃貸可能な農地を探し始める
- 5月29日　村民大会で、非営利法人「菜園新村緑色生活社」の設立を暫定合意。新村の管理・経済活動・持続可能なコミュニティ実践を担う予定
- 6月下旬　近隣の約2万平方フィートの農地の賃貸契約が成立、「菜園農業先鋒隊」が始動予定
- 7月1日　村民が七一遊行（中国語版）に参加
- 7月下旬　菜園新村の正式な工事開始が予定される
- 2011年11月　菜園新村の完成予定時期[12]

香港01の報道によれば、香港政府がその後関与を断ったため、菜園新村は最終的に2016年に全て完成したとされている。